# Detention
Detention es una película de comedia y terror estadounidense de 2011, dirigida por Joseph Kahn, y coescrita con Mark Palermo. La película se estrenó marzo de 2011 en Austin, Texas en el SXSW. Detención cuenta con Josh Hutcherson, Dane Cook, Spencer Locke, Shanley Caswell, Walter Perez y Erica Shaffer. Producida por Richard Weager y MaryAnne Tanedo. No alcanzó el éxito esperado.

## Argumento
Es un año más en "Grizzly Lake High School" para Riley (Shanley Caswell), una marginada social inteligente pero cínica, que es el amor no correspondido de Sander (Aaron David Johnson), que es aún menos popular y más frustrado sexualmente que ella. Irónicamente, un chico llamado Clapton (Josh Hutcherson) es el amor no correspondido de Riley y el novio de Lone (Spencer Locke), una animadora hermosa, pero ensimismada. Los cuatro están a la espera de su último año de escuela secundaria, pero nadie sabe si lograrán graduarse ya que un asesino en serie conocido como "Cinderhella" está en la escuela suelto y se aprovecha de los alumnos de Grizzly Lake. El director del colegio pone a los posibles sospechosos en detención durante todo el día del gran baile.

## Elenco
- Shanley Caswell como Riley Jones.
- Josh Hutcherson como Clapton Davis.
- Dane Cook como director Karl Verge.
- Spencer Locke como Lone Foster.
- Aaron David Johnson como Sander Sanderson.
- Walter Perez como Elliot Fink.
- Erica Shaffer como Sloan Foster.
- Parker Bagley como Billy Nolan.
- Marque Richardson como Toby T.
- Jonathan "Dumbfoundead" Park como Toshiba.
- Yves Bright como Mr. Kendall.
- Tiffany Boone como Mimi.
- Alison Woods como Taylor Fisher.
- Travis "Organik" Fleetwood como Gord.
- Lindsey Morgan como Alexis Spencer.
- Will Wallace como Doug Jones.

## Producción
Financiada en gran parte por el mismo Joseph Kahn, el rodaje comenzó en Los Ángeles, California en agosto de 2010 y término el rodaje en octubre de 2010. El director de fotografía, Christopher Probst, filmó la película en formato digital. El productor y  supervisor de efectos visuales es Chris Watts la posproducción de efectos visuales corrió a cargo de Ingenuity Engine en Hollywood, California. El diseñador de producción de la película fue el veterano de los videos de música y diseñador comercial, Marcelle Gravel.

### Liberación
Sony Pictures Worldwide Acquisitions adquirió los derechos mundiales de distribución, y la película se estrenara el 13 de abril de 2012 en cines limitadamente. En Canadá el 27 de abril.

## Recepción
Detention ganó el premio Youth Jury en el 2011 en Festival Internacional de Cine de Seattle. La película también ganó el Premio L’Écran Fantastique en 2011 en el Festival Fantasía de Cine de Montreal, así como el Premio Midnight Extreme en España. Frightfest de Londres le dio el premio mayor sorpresa y el organizador Alan Jones nombró a "Detention" como su película favorita general del festival en 2011. El crítico Devin Faraci dijo que Detention es "demente, hipercinética, cine del siguiente nivel". Drew McWeeny de HitFix la describió xomo "maníaco retroceso comedia de terror para la generación de Twitter". Quint de Aint-It-Cool-News dijo "tiempo de viaje para adolescente es una  comedia de la cultura popular, Detention es un tren de carga fuera de control de energía frenética!" Renn Brown de CHUD, dijo  "Detention puede muy bien ser completamente brillante (5 de 5 estrellas)".